# Lampri Eli
Lampri Eli o Eli Lampri (llatí Lamprius Aelius o Aelius Lamprius) fou un dels sis escriptors que participaren en la confecció de l'anomenada Història Augusta (Scriptores Historiae Augustae).
El seu nom està lligat a les biografies de Còmmode, Marc Aureli, Elagàbal i Alexandre Sever, però no se sap qui les va escriure realment, i és possible que la seva intervenció a l'obra fos en realitat sobre altres parts.